# Pont Elgin

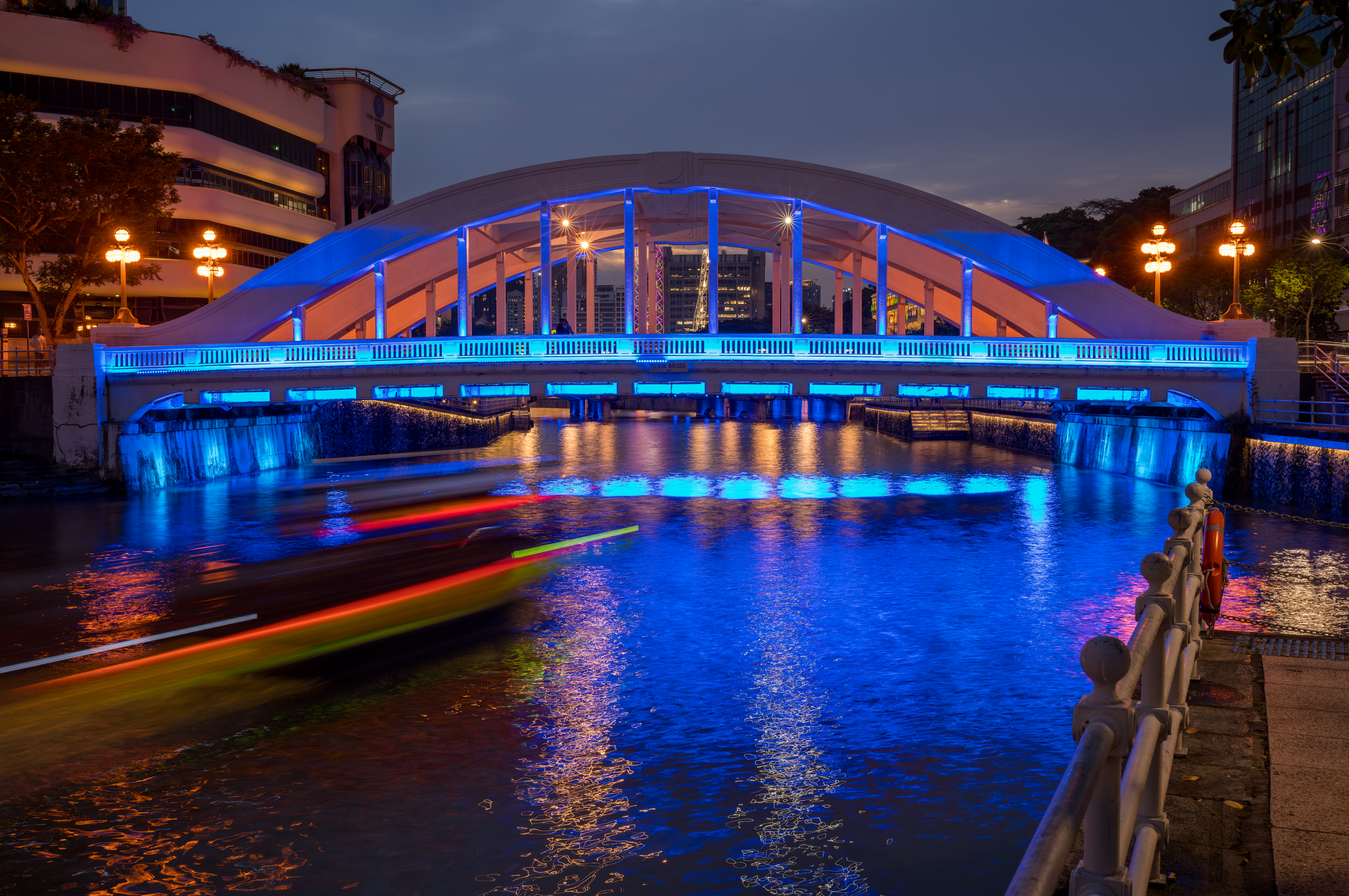
Un bateau passe sous le pont Elgin de nuit. Aout 2023.

Le pont Elgin, routier enjambant la rivière Singapour, relie les quartiers d'affaires et parlementaires de la cité-État.
Premier pont construit sur la rivière, le moderne date de 1929 porte le nom du comte d'Elgin, gouverneur-général de l'Inde (1862 à 1863).
Les deux routes rejoignant ce pont sont connus North Bridge Road et South Bridge Road en Singapour.

## Histoire
Passage établi dès 1819, année où Sir Stamford Raffles arrive à l'ancienne île-colonie britannique avant le déclara officiellement la création de la ville. Ce pont neuf servait de lien entre la communauté chinoise aux quais sud de la rivière et les négociants indiens au rive nord.
L'ouvrage fut reconstruit selon le système d'un pont-levis en bois en 1822 et porta officiellement le nom de Presentment Bridge, bien qu'il fût aussi connu sous le nom de pont de Jackson car il fut construit par le lieutenant Philip Jackson. Il prit populairement le nom de pont de Singe car son étroitesse limitait le nombre d'usagers. En 1843, une passerelle en bois, construite par John Turnbull Thomson (plus tard arpenteur-général de N-Z) remplaça le pont-levis original, mais fut démolie en 1862. 
Un pont construit en métal en 1862, nommé le pont Elgin, servit jusqu'en 1925 avant d'être démoli et reconstruit en béton. Ce pont ouvrit à la circulation le 30 mai 1929 et fut inauguré par le gouverneur Sir Hugh Clifford.
Cavaliere Rudolfo Nolli, un sculpteur italien, a conçu les élégantes lampes en fonte des deux côtés du pont. Sa signature est inscrite sous ces lampes et on peut remarquer des plaques de bronze, ornées d'un lion debout devant un palmier royal.
Le 3 novembre 2008, le pont a été choisi dans le cadre du programme de réaménagement urbain en vue de sa conservation.

## Sources et références
1. ↑  www.nlb.gov.sg